# Añora
Añora es un municipio español de la provincia de Córdoba, comunidad autónoma de Andalucía. Se encuentra situada a una altitud de 624 metros de altitud sobre el nivel del mar, y a unos 59 kilómetros de la capital de provincia, Córdoba.

## Geografía

### Ubicación
Está situada en pleno corazón de Los Pedroches, a cinco kilómetros de Pozoblanco y tres de Dos Torres. Por carretera desde Córdoba está a ochenta kilómetros.

## Historia
Añora se fundó como una aldea dependiente de Torremilano a finales del siglo XIV. Obtuvo su título de villa independiente en 1553 y desde entonces formó parte de las Siete Villas de la comarca de Los Pedroches, junto con Pedroche, Torremilano, Torrecampo, Pozoblanco, Alcaracejos y Villanueva de Córdoba. Desde 1660 hasta 1747 estas villas formaron el Marquesado del Carpio. Hasta comienzos del siglo XX no se delimitaron sus respectivos términos municipales.
En Añora nació Marcos Rodríguez Pantoja, el niño que vivió solo en plena Sierra Morena en el parque natural de la Sierra de Cardeña y Montoro. En esa experiencia vital está basada la película del director de cine cordobés Gerardo Olivares Entrelobos. En las elecciones del 16 de febrero de 1936 fue nombrado alcalde, por el partido Izquierda Republicana D. Antonio Muñoz Moreno, cargo que tuvo que dejar a principios del año 1939 por tener que incorporarse al ejército republicano, que una vez finalizada la guerra civil se presentó voluntariamente a las autoridades correspondientes, siendo detenido y fusilado el 9 de noviembre de 1939 en Peñarroya-Pueblonuevo.

## Administración y gobierno local
| Legislatura       | Nombre                | Grupo |
| ----------------- | --------------------- | ----- |
| 1979-1983         | José Reyes Gil García | UCD   |
| 1983-1987         | Mateo Ruiz Fernández  | AP    |
| 1987-1991         | Rafael Moreno López   | IMPA  |
| 1991-1995         | Rafael Moreno López   | PSOE  |
| 1995-1999         | Bartolomé Madrid Olmo | PP    |
| 1999-2003         | Bartolomé Madrid Olmo | PP    |
| 2003-2007         | Bartolomé Madrid Olmo | PP    |
| 2007-2011         | Bartolomé Madrid Olmo | PP    |
| 2011-2015         | Bartolomé Madrid Olmo | PP    |
| 2015-2019         | Bartolomé Madrid Olmo | PP    |
| 2019- en el cargo | Bartolomé Madrid Olmo | PP    |

### Resultados elecciones municipales
Los resultados electorales de las elecciones municipales de 26 de mayo de 2019 fueron:
| Partido político                         | 2019  | 2019           | 2019 |
| Partido político                         | %     | Concejales (9) |      |
| Partido Popular (PP)                     | 59,53 | 6              |      |
| Partido Socialista Obrero Español (PSOE) | 28,36 | 2              |      |
| Izquierda Unida (IU)                     | 11,41 | 1              |      |

## Demografía
Añora cuenta con una población de 1503 habitantes (INE 2024).
| Gráfica de evolución demográfica de Añora entre 1842 y 2021                                                         |
| |
| Población de derecho según los censos de población del INE Población de hecho según los censos de población del INE |

Añora tiene la particularidad de poseer una población de pelirrojos de entre un 10% y un 15%, un porcentaje inusualmente alto que se asemeja al existente en lugares con una alta proporción de pelirrojos como Irlanda o Escocia.

## Economía

### Evolución de la deuda viva municipal
| Gráfica de evolución de Deuda viva del Ayuntamiento de Añora entre 2008 y 2019                                |
| |
| Deuda viva del Ayuntamiento de Añora en miles de Euros según datos del Ministerio de Hacienda y Ad. Públicas. |

## Monumentos

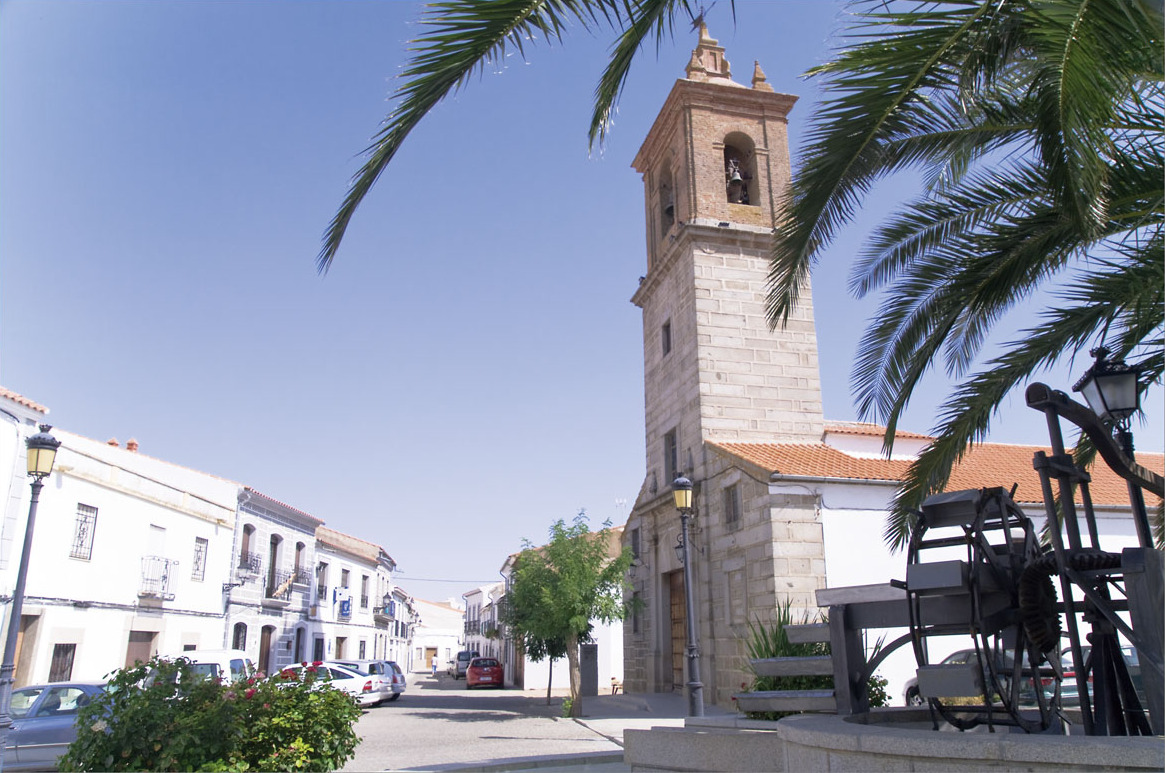
Iglesia de San Sebastián.

Sus principales monumentos religiosos son la Parroquia de San Sebastián y las ermitas de San Pedro y Virgen de la Peña. Como edificios civiles destacan el Ayuntamiento y la Casa de la Cultura. Dentro de su arquitectura popular, lo más relevante son sus típicas "fachadas de tiras", formadas por sillares de granito con el rejuntado blanqueado con cal.

## Fiestas
- Día de los Hornazos: el lunes de Pascua, se celebra una comida campestre en el paraje de San Martín, en Los Jarales.
- Fiesta de la Cruz: Declarada de Interés Turístico Nacional de Andalucía, se celebra el fin de semana del primer domingo de mayo.
- Olimpiadas Rurales: se celebran durante un fin de semana de la primera quincena de julio.
- Feria de agosto: se celebra del 23 al 27 de agosto
- San Martín: Patrón de la localidad, se celebra el 11 de noviembre. Esta fiesta se hace tirando papelitos (que los más pequeños recortan durante meses), y los más mayores hacen gachas.
- Los Candelorios: Fiesta tradicional celebrada el día 2 de febrero, día de la Candelaria. Durante las semanas anteriores a la fiesta, los/as noriegos/as sobre todos los niños y jóvenes, almacenan gran cantidad de madera y restos de podas y talas para hacer una hoguera de gran tamaño. El día de la fiesta se quema todo y se compite para ver que grupo ha hecho el Candelorio más grande, más alto y el que más tiempo tarda en derrumbarse. Además, se asan chorizos, morcillas y chuletas para que todo el que se acerque.